# Campionati mondiali di biathlon 2020
I Campionati mondiali di biathlon 2020 si sono svolti ad Anterselva, in Italia, dal 13 al 23 febbraio 2020. Tutte le gare, ospitate nell'Arena Alto Adige, sono valse anche ai fini della Coppa del Mondo 2020.

## Calendario
| Uomini |                      |               | 10 km sprint | 12,5 km inseguimento |   |                   | 20 km individuale |                                               |   | Staffetta 4x7,5 km | 15 km mass start   | 5  |
| Donne  |                      | 7,5 km sprint |              | 10 km inseguimento   |   | 15 km individuale |                   |                                               |   | Staffetta 4x6 km   | 12,5 km mass start | 5  |
| Misto  | Staffetta 4x6 km D+U |               |              |                      |   |                   |                   | Staffetta mista individuale 6 km D + 7,5 km U |   |                    |                    | 2  |
| Totale | 1                    | 1             | 1            | 2                    | 0 | 1                 | 1                 | 1                                             | 0 | 2                  | 2                  | 12 |

## Medagliere per nazioni
| Pos.   | Nazione     | Oro | Argento | Bronzo | Totale |
| ------ | ----------- | --- | ------- | ------ | ------ |
| 1      | Norvegia    | 6   | 3       | 2      | 11     |
| 2      | Francia     | 3   | 2       | 3      | 8      |
| 3      | Italia      | 2   | 2       | 0      | 4      |
| 4      | Russia      | 1   | 0       | 1      | 2      |
| 5      | Germania    | 0   | 4       | 1      | 5      |
| 6      | Stati Uniti | 0   | 1       | 0      | 1      |
| 7      | Rep. Ceca   | 0   | 0       | 2      | 2      |
| 8      | Austria     | 0   | 0       | 1      | 1      |
| 9      | Svezia      | 0   | 0       | 1      | 1      |
| 10     | Ucraina     | 0   | 0       | 1      | 1      |
| Totale | Totale      | 12  | 12      | 12     | 36     |

## Uomini

### Risultati

#### Sprint 10 km
| Pos. | Atleta                 | Nazione  | Tempo   |
| ---- | ---------------------- | -------- | ------- |
| 1    | Aleksandr Loginov      | Russia   | 22:48.1 |
| 2    | Quentin Fillon Maillet | Francia  | +6.5    |
| 3    | Martin Fourcade        | Francia  | +19.5   |
| 4    | Tarjei Bø              | Norvegia | +22.5   |
| 5    | Johannes Thingnes Bø   | Norvegia | +23.9   |
| 6    | Émilien Jacquelin      | Francia  | +29.8   |
| 7    | Arnd Peiffer           | Germania | +39.7   |
| 8    | Philipp Horn           | Germania | +44.4   |
| 9    | Felix Leitner          | Austria  | +52.1   |
| 10   | Dmytro Pidručnyj       | Ucraina  | +56.4   |

15 febbraio 

#### Inseguimento 12,5 km
| Pos. | Atleta                     | Nazione  | Tempo   |
| ---- | -------------------------- | -------- | ------- |
| 1    | Émilien Jacquelin          | Francia  | 31:15.2 |
| 2    | Johannes Thingnes Bø       | Norvegia | +0.4    |
| 3    | Aleksandr Loginov          | Russia   | +23.9   |
| 4    | Martin Fourcade            | Francia  | +46.3   |
| 5    | Arnd Peiffer               | Germania | +53.9   |
| 6    | Tarjei Bø                  | Norvegia | +1:12.5 |
| 7    | Quentin Fillon Maillet     | Francia  | +1:25.9 |
| 8    | Simon Desthieux            | Francia  | +1:26.9 |
| 9    | Felix Leitner              | Austria  | +1:33.0 |
| 10   | Vetle Sjåstad Christiansen | Norvegia | +1:58.4 |

16 febbraio

#### Partenza in linea 15 km
| Pos. | Atleta                 | Nazione  | Tempo   |
| ---- | ---------------------- | -------- | ------- |
| 1    | Johannes Thingnes Bø   | Norvegia | 38:9.5  |
| 2    | Quentin Fillon Maillet | Francia  | +42.0   |
| 3    | Émilien Jacquelin      | Francia  | +55.0   |
| 4    | Tarjei Bø              | Norvegia | +55.6   |
| 5    | Simon Desthieux        | Francia  | +1:03.7 |
| 6    | Felix Leitner          | Austria  | +1:06.7 |
| 7    | Martin Fourcade        | Francia  | +1:13.1 |
| 8    | Johannes Dale          | Norvegia | +1:17.1 |
| 9    | Julian Eberhard        | Austria  | +1:19.6 |
| 10   | Johannes Kühn          | Germania | +1:25.2 |

23 febbraio

#### Individuale 20 km
| Pos. | Atleta                 | Nazione     | Tempo   |
| ---- | ---------------------- | ----------- | ------- |
| 1    | Martin Fourcade        | Francia     | 49:43.1 |
| 2    | Johannes Thingnes Bø   | Norvegia    | +57.0   |
| 3    | Dominik Landertinger   | Austria     | +1:22.1 |
| 4    | Jakov Fak              | Slovenia    | +1:30.2 |
| 5    | Benjamin Weger         | Svizzera    | +2:25.5 |
| 6    | Tarjei Bø              | Norvegia    | +2:33.6 |
| 7    | Quentin Fillon Maillet | Francia     | +2:34.6 |
| 8    | Leif Nordgren          | Stati Uniti | +3:03.4 |
| 9    | Johannes Dale          | Norvegia    | +3:20.1 |
| 10   | Sebastian Samuelsson   | Svezia      | +3:35.3 |

19 febbraio

#### Staffetta 4x7,5 km
| Pos. | Nazione                                                                  | Atleti      | Tempo     |
| ---- | ------------------------------------------------------------------------ | ----------- | --------- |
| 1    | Émilien Jacquelin Martin Fourcade Simon Desthieux Quentin Fillon Maillet | Francia     | 1:12:35.9 |
| 2    | Vetle Sjåstad Christiansen Johannes Dale Tarjei Bø Johannes Thingnes Bø  | Norvegia    | +21.5     |
| 3    | Erik Lesser Philipp Horn Arnd Peiffer Benedikt Doll                      | Germania    | +36.2     |
| 4    | Evgenj Garaničev Matvej Eliseev Nikita Poršnev Aleksandr Loginov         | Russia      | +1:44.7   |
| 5    | Miha Dovžan Jakov Fak Klemen Bauer Rok Tršan                             | Slovenia    | +1:45.8   |
| 6    | Felix Leitner Simon Eder Julian Eberhard Dominik Landertinger            | Austria     | +2:28.5   |
| 7    | Lukas Hofer Thomas Bormolini Daniele Cappellari Dominik Windisch         | Italia      | +2:32.0   |
| 8    | Leif Nordgren Sean Doherty Paul Schommer Jake Brown                      | Stati Uniti | +2:32.9   |
| 9    | Anton Smol'ski Mikita Labastau Raman Yaliotnau Sergej Bočarnikov         | Bielorussia | +2:40.4   |
| 10   | Peppe Femling Jesper Nelin Martin Ponsiluoma Sebastian Samuelsson        | Svezia      | +3:28.9   |

22 febbraio

## Donne

### Risultati

#### Sprint 7,5 km
| Pos. | Atleta                | Nazione     | Tempo   |
| ---- | --------------------- | ----------- | ------- |
| 1    | Marte Olsbu Røiseland | Norvegia    | 21:12.1 |
| 2    | Susan Dunklee         | Stati Uniti | +6.8    |
| 3    | Lucie Charvátová      | Rep. Ceca   | +21.3   |
| 4    | Olena Pidhrušna       | Ucraina     | +25.6   |
| 5    | Denise Herrmann       | Germania    | +30.5   |
| 6    | Lisa Vittozzi         | Italia      | +37.6   |
| 7    | Dorothea Wierer       | Italia      | +39.0   |
| 8    | Franziska Preuß       | Germania    | +40.8   |
| 9    | Ivona Fialková        | Slovacchia  | +44.2   |
| 10   | Aita Gasparin         | Svizzera    | +44.4   |

14 febbraio

#### Inseguimento 10 km
| Pos. | Atleta                | Nazione    | Tempo   |
| ---- | --------------------- | ---------- | ------- |
| 1    | Dorothea Wierer       | Italia     | 29:22.0 |
| 2    | Denise Herrmann       | Germania   | +9.5    |
| 3    | Marte Olsbu Røiseland | Norvegia   | +13.8   |
| 4    | Hanna Öberg           | Svezia     | +22.3   |
| 5    | Vanessa Hinz          | Germania   | +26.8   |
| 6    | Ivona Fialková        | Slovacchia | +35.7   |
| 7    | Franziska Preuß       | Germania   | +40.6   |
| 8    | Lisa Hauser           | Austria    | +51.4   |
| 9    | Baiba Bendika         | Lettonia   | +1:03.2 |
| 10   | Aita Gasparin         | Svizzera   | +1:07.4 |

16 febbraio 

#### Partenza in linea 12,5 km
| Pos. | Atleta                   | Nazione  | Tempo   |
| ---- | ------------------------ | -------- | ------- |
| 1    | Marte Olsbu Røiseland    | Norvegia | 39:14.0 |
| 2    | Dorothea Wierer          | Italia   | +20.7   |
| 3    | Hanna Öberg              | Svezia   | +26.1   |
| 4    | Monika Hojnisz           | Polonia  | +29.1   |
| 5    | Julia Simon              | Francia  | +45.1   |
| 6    | Ekaterina Jurlova-Percht | Russia   | +52.0   |
| 7    | Tiril Eckhoff            | Norvegia | +1:00.2 |
| 8    | Franziska Preuß          | Germania | +1:00.3 |
| 9    | Lisa Theresa Hauser      | Austria  | +1:02.5 |
| 10   | Anaïs Bescond            | Francia  | +1:21.3 |

23 febbraio

#### Individuale 15 km
| Pos. | Atleta                | Nazione    | Tempo    |
| ---- | --------------------- | ---------- | -------- |
| 1    | Dorothea Wierer       | Italia     | +43:07.7 |
| 2    | Vanessa Hinz          | Germania   | +2.2     |
| 3    | Marte Olsbu Røiseland | Norvegia   | +15.8    |
| 4    | Hanna Öberg           | Svezia     | +38.7    |
| 5    | Franziska Preuß       | Germania   | +1:03.4  |
| 6    | Monika Hojnisz        | Polonia    | +1:10.1  |
| 7    | Christina Rieder      | Austria    | +1:20.6  |
| 8    | Markéta Davidová      | Rep. Ceca  | +1:30.7  |
| 9    | Galina Višnevskaja    | Kazakistan | +1:31.4  |
| 10   | Eva Puskarčíková      | Rep. Ceca  | +1:32.6  |

18 febbraio

#### Staffetta 4x6 km
| Pos. | Nazione                                                                         | Atlete    | Tempo      |
| ---- | ------------------------------------------------------------------------------- | --------- | ---------- |
| 1    | Synnøve Solemdal Ingrid Landmark Tandrevold Tiril Eckhoff Marte Olsbu Røiseland | Norvegia  | +1:07:05.7 |
| 2    | Karolin Horchler Vanessa Hinz Franziska Preuß Denise Herrmann                   | Germania  | +10.7      |
| 3    | Anastasija Merkušina Julija Džyma Vita Semerenko Olena Pidhrušna                | Ucraina   | +18.4      |
| 4    | Jessica Jislová Markéta Davidová Lucie Charvátová Eva Puskarčíková              | Rep. Ceca | +31.1      |
| 5    | Elvira Öberg Mona Brorsson Linn Persson Hanna Öberg                             | Svezia    | +44.9      |
| 6    | Elisa Gasparin Selina Gasparin Aita Gasparin Lena Häcki                         | Svizzera  | +47.1      |
| 7    | Kinga Zbylut Monika Hojnisz Kamila Żuk Magdalena Gwizdoń                        | Polonia   | +50.3      |
| 8    | Ekaterina Jurlova-Percht Irina Starych Svetlana Mironova Larisa Kuklina         | Russia    | +1:02.6    |
| 9    | Emily Dickson Emma Lunder Megan Bankes Nadia Moser                              | Canada    | +2:13.7    |
| 10   | Lisa Vittozzi Dorothea Wierer Federica Sanfilippo Michela Carrara               | Italia    | +2:29.4    |

22 febbraio

## Misto

### Risultati

#### Staffetta Mista 2x6 km D + 2x6 km U
| Pos. | Nazione   | Atleti                                                                      | Tempo     |
| ---- | --------- | --------------------------------------------------------------------------- | --------- |
| 1    | Norvegia  | Marte Olsbu Røiseland Tiril Eckhoff Tarjei Bø Johannes Thingnes Bø          | 1:02:27.7 |
| 2    | Italia    | Lisa Vittozzi Dorothea Wierer Lukas Hofer Dominik Windisch                  | +15.6     |
| 3    | Rep. Ceca | Eva Puskarčíková Markéta Davidová Ondřej Moravec Michal Krčmář              | +30.8     |
| 4    | Germania  | Franziska Preuß Denise Herrmann Arnd Peiffer Benedikt Doll                  | +49.2     |
| 5    | Ucraina   | Anastasija Merkušyna Julija Džyma Artem Pryma Dmytro Pidručnyj              | +56.1     |
| 6    | Russia    | Irina Starych Ekaterina Jurlova Matvej Eliseev Aleksandr Loginov            | +59.4     |
| 7    | Francia   | Julia Simon Justine Braisaz Martin Fourcade Quentin Fillon Maillet          | +1:08.6   |
| 8    | Austria   | Lisa Theresa Hauser Katharina Innerhofer Felix Leitner Dominik Landertinger | +1:39.2   |
| 9    | Finlandia | Mari Eder Kaisa Mäkäräinen Tero Seppälä Olli Hiidensalo                     | +1:39.5   |
| 10   | Svizzera  | Selina Gasparin Lena Häcki Benjamin Weger Serafin Wiestner                  | +1:50.5   |

13 febbraio

#### Staffetta Mista individuale 6 km + 7,5 km
| Pos. | Nazione                                    | Atleti   | Tempo   |
| ---- | ------------------------------------------ | -------- | ------- |
| 1    | Marte Olsbu Røiseland Johannes Thingnes Bø | Norvegia | 34:19.9 |
| 2    | Franziska Preuß Erik Lesser                | Germania | +17.6   |
| 3    | Anaïs Bescond Émilien Jacquelin            | Francia  | +29.8   |
| 4    | Hanna Öberg Sebastian Samuelsson           | Svezia   | +35.2   |
| 5    | Lena Häcki Benjamin Weger                  | Svizzera | +40.6   |
| 6    | Lisa Hauser Simon Eder                     | Austria  | +54.5   |
| 7    | Larisa Kuklina Matvej Eliseev              | Russia   | +1:00.5 |
| 8    | Emma Lunder Christian Gow                  | Canada   | +1:03.4 |
| 9    | Dorothea Wierer Lukas Hofer                | Italia   | +1:15.3 |
| 10   | Anastasija Merkušina Dmytro Pidručnyj      | Ucraina  | +1:27.2 |

20 febbraio